# 一起走
一起走（俄语：Идущие вместе），是由瓦西里·亚克缅科在2000年5月成立的俄羅斯青年運動，於2002年1月成員超過50000人。此運動強烈支持俄羅斯總統弗拉基米尔·普京，並獲普京政府公開認可。運動常被公開批評與前蘇聯的蘇聯少年先鋒隊相似；2005年，由於該運動被指涉及色情醜聞，運動改組成為“納什”青年運動。

## 背景
在創立「一起走」之前，瓦西里·亚克缅科是國營慈善機構的監督者。耶奇文可有大量成立類似團體的經驗。該運動的第一個行動是慶祝普京掌權，於2000年11月在克里姆林宮前舉行的一次集會。俄羅斯自由派擔心該運動的目的是建立圍繞總統普京的個人崇拜。

## 組織
「一起走」青年運動受到兩家與克里姆林宮和莫斯科市議會關係密切的公司的贊助。該運動的成員被分為名為“紅星”的五人小組，每組均有一個“領班”作為首長；領班可以獲得一台免費的尋呼機和1500盧布作為服務的獎勵，而“紅星”小組的“士兵”則能接收50盧布及免費的T恤。運動的積極分子通常穿著印有普京畫像的T恤。運動經常因此受到批評，聲稱運動受年輕人歡迎只是因為送贈的金錢和禮品。運動要求成員一年閱讀6部俄羅斯經典文學作品，又要求他們走訪俄羅斯與外國交戰的戰場，並反對成員閱讀現代的“自由派”的文學作品。運動鼓勵成員介紹他人參加，和蘇聯共青團招摹成員的方法相似；一旦成員得到紅星，他必須說服50人加入運動。

## 改組
2004年，由於運動成員被指涉及非法色情錄像帶醜聞，圣彼得堡分部和莫斯科總部又發生財務糾紛，運動陷入危機；組織失去了克里姆林宮的支持，而克里姆林宮在2005年成立了新的青年運動“納什”。